# Zeger Bernard van Espen
Zeger Bernard van Espen, in latino Sigerus Bernardus Espenius (Lovanio, 9 luglio 1646 – Amersfoort, 2 ottobre 1728), era un giureconsulto e canonista belga, professore a l'università di Lovanio e il più importante rappresentante del movimento giansenista in Europa.

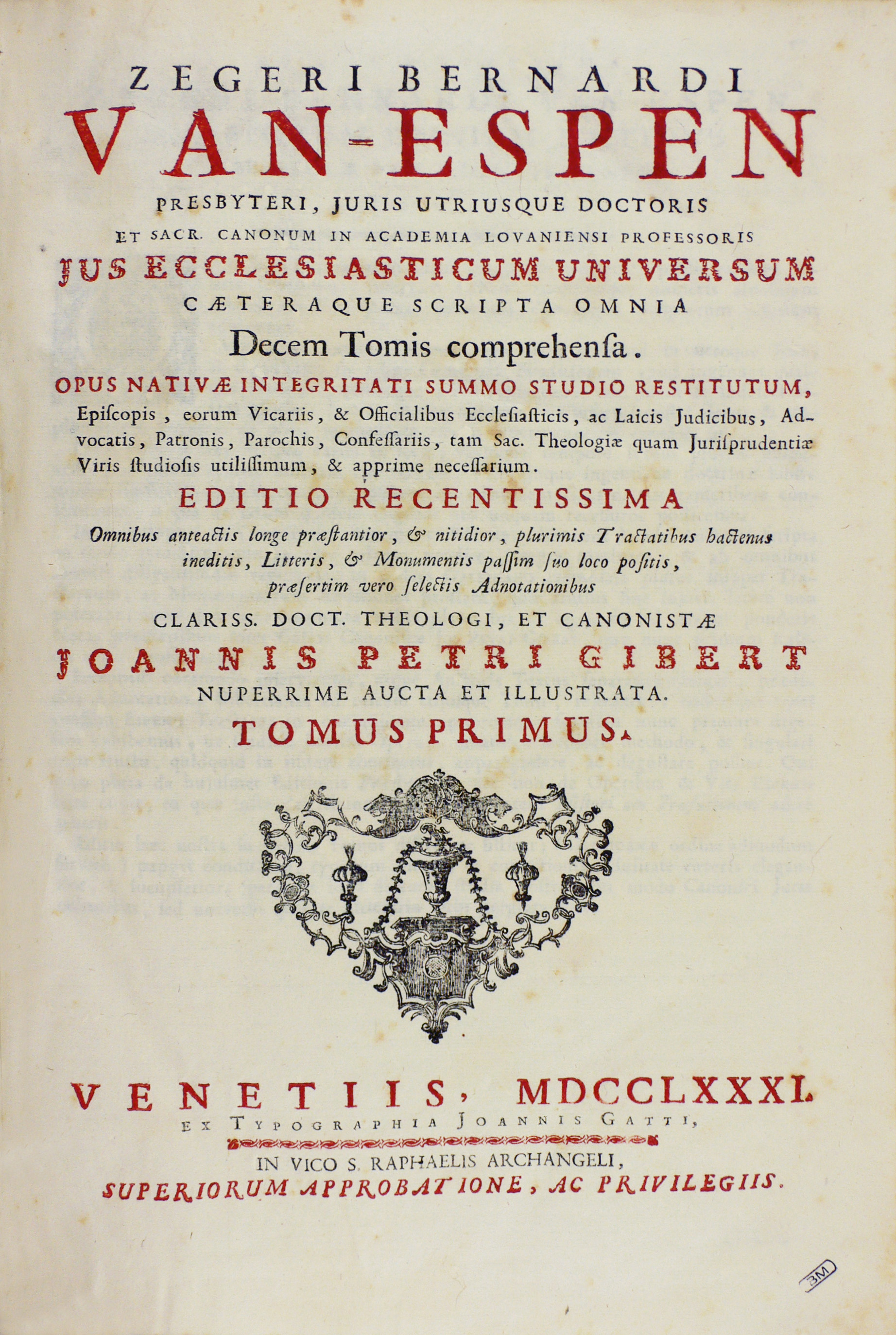
Jus ecclesiasticum universum, 1781 (Fondazione Mansutti, Milano).

Ha appoggiato un'ordinazione episcopale presso il vescovato di Utrecht, considerato scismatico da Roma. 
La sua difesa dei diritti dei re in materia ecclesiastica (regalismo) e le sue posizioni episcopalistiche gli valsero l'accusa di giansenismo e lo costrinsero a lasciare la cattedra a Lovanio (all'epoca nel territorio dei Paesi Bassi meridionali). Queste sue teorie provocarono la messa all'Indice dei libri proibiti della sua opera Jus ecclesiasticum universum, pubblicata a Venezia in 10 tomi tra il 1781 e il 1782, e curata da Jean Pierre Gibert. Un esemplare di questa edizione è conservato presso la Fondazione Mansutti di Milano.
È accusato, non senza ragione, di aver preso molto in prestito dalle opere dei suoi predecessori, in particolare dal teologo francese Louis Thomassin. Ha avuto un grande impatto sulla Spagna del XVIII secolo.

## Biografia
Fece gli studi superiori a Lovanio. Nel 1673 fu ordinato sacerdote, mentre due anni dopo conseguì un dottorato in diritto civile e diritto canonico. Insegnò diritto canonico all'Università di Lovanio. 
La sua posizione giansenista ne causò la rovina. Dopo essere stato consultato dai giansenisti dei Paesi Bassi in merito alla consacrazione del vescovo giansenista di Utrecht, Cornelius Steenoven, ne riconobbe la legittimità, sebbene fosse stata fatta senza l'autorizzazione della Santa Sede. Il suo atteggiamento in questa materia, così come le sue opinioni gianseniste, portarono l'arcivescovo di Malines a sospenderlo e l'Università di Lovanio condannò Van Espen privandolo del suo insegnamento all'università.
Si rifugiò prima a Maastricht poi ad Amersfoort, dove la comunità giansenista lo prese sotto la sua protezione, e dove morì nel 1728.